# Lytta mirifica
Lytta mirifica är en skalbaggsart som beskrevs av Werner 1950. Lytta mirifica ingår i släktet Lytta och familjen oljebaggar. Inga underarter finns listade i Catalogue of Life.